# Colegio Americano de Grecia
El Colegio Estadounidense de Grecia es una universidad privada que fue creada en 1875 en Esmirna en Asia Menor por misioneros Cristianos estadounidenses. Se le considera como la mayor institución de enseñanza estadounidense fuera de los Estados Unidos.[cita requerida]
- Datos: Q2983711